# 머큐리 (자동차)
머큐리(Mercury)는 미국 포드 모터 컴퍼니에서 판매하였던 링컨 아래의 고급 자동차 브랜드였다. 1938년 포드 모터 컴퍼니 설립자 헨리 포드의 아들인 에드셀 포드에 의해 설립되었으며 포드와 링컨의 중간 브랜드 성격으로 있었으며 제네럴 모터스의 고급 자동차 브랜드인 뷰익과 비슷한 성격의 브랜드였다. 2000년대에 들어서 판매대수가 계속 감소하였으며 판매 감소를 만회하기 위해 밀란, 마리너 등의 신차들과 하이브리드 차량들도 출시하여 판매를 하였으나 결국 2010년 5월 포드 모터 컴퍼니는 머큐리 브랜드의 폐기를 공식 선언하였으며 2010년 말에 머큐리 브랜드로 팔리고 있었던 밀란, 그랜드 마퀴스, 마리너, 마운티너 등 4개 모델을 단종 밎 생산을 중단하였으며 2011년 1월 4일에 마지막 1대 생산분이었던 그랜드 마퀴스를 끝으로 머큐리라는 브랜드는 역사 속으로 사라지게 되었다. 현재의 머큐리 생산 라인은 링컨의 생산 라인으로 모두 대체되었다. 대한민국에서는 기아자동차가 포드 모터 컴퍼니와 제휴 관계를 맺었을 때 중형 세단인 세이블 모델을 1986년부터 1996년까지 대형 세단인 링컨 컨티넨탈 (링컨 타운카)과 함께 기아자동차 브랜드로 OEM 방식으로 수입 밎 국내생산으로 판매하였다. 또한 그랜드 마퀴스도 1990년대에 병행 수입업체를 통하여 대한민국에서 병행수입 판매를 하였다.

## 판매하였던 모델

### 세단, 스포츠카
- 머큐리 미스틱
- 머큐리 머라우더
- 머큐리 그랜드 마퀴스
- 머큐리 몬테레이(Monterey). 그쪽은 포드 프리스타의 형제차인 미니밴도 있다. 그쪽은 포드 프리스타의 고급 버전이다.
- 머큐리 세이블
- 머큐리 몬테고
- 머큐리 밀란
- 머큐리 쿠거(스포츠카로도 분류됨)

### SUV/승합
- 머큐리 빌리져
- 머큐리 몬테레이
- 머큐리 마리너
- 머큐리 마운티니어

## 사진첩

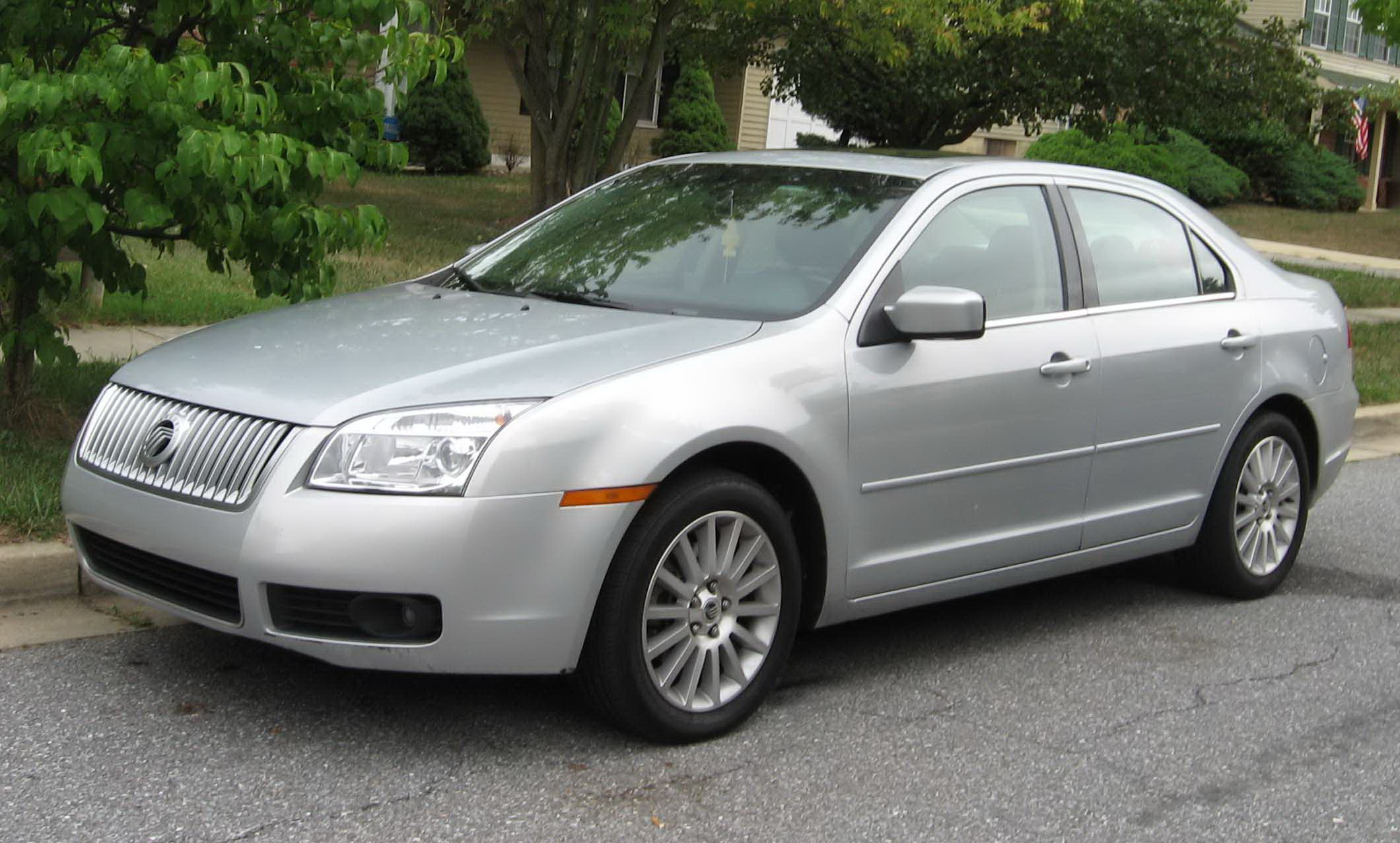
밀란
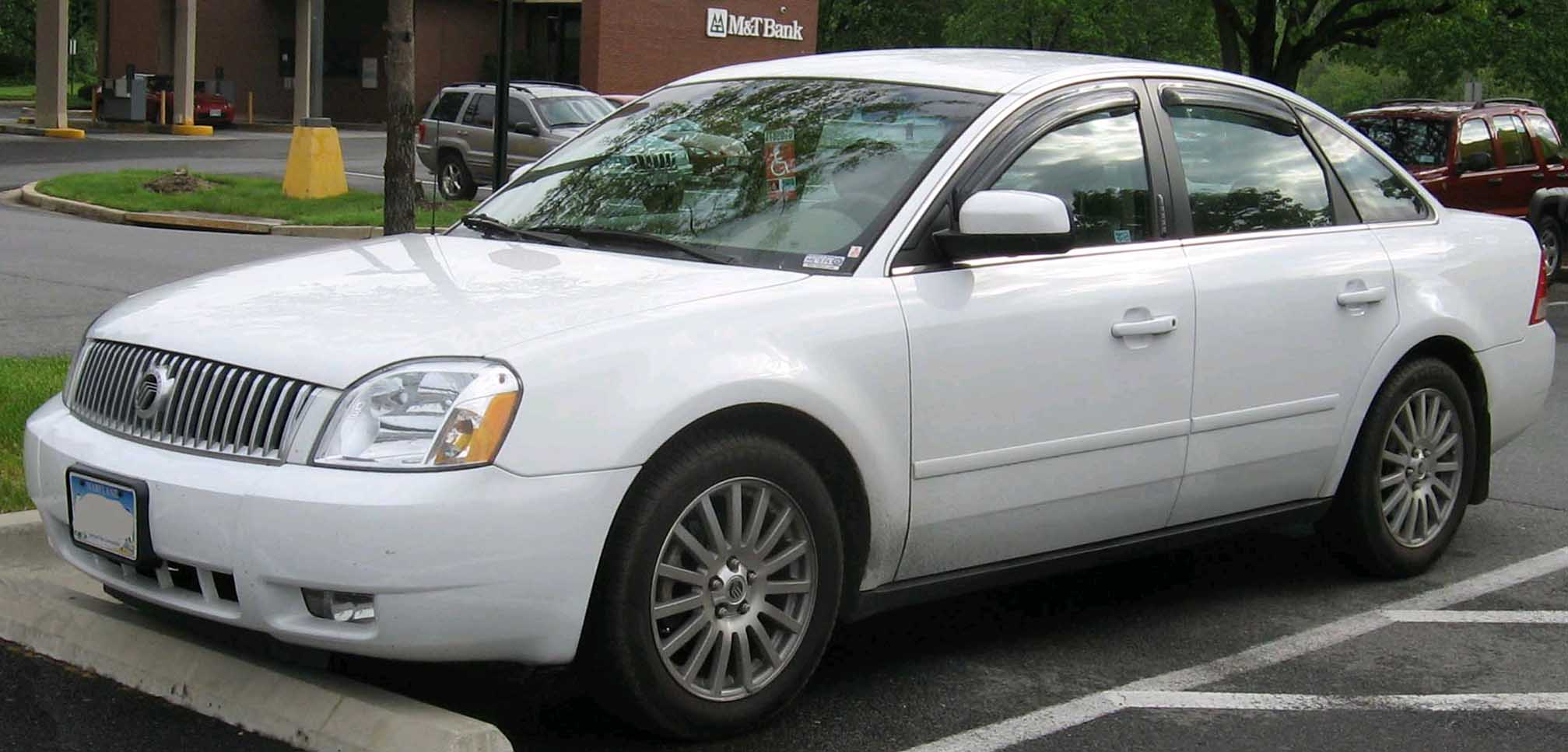
몬테고
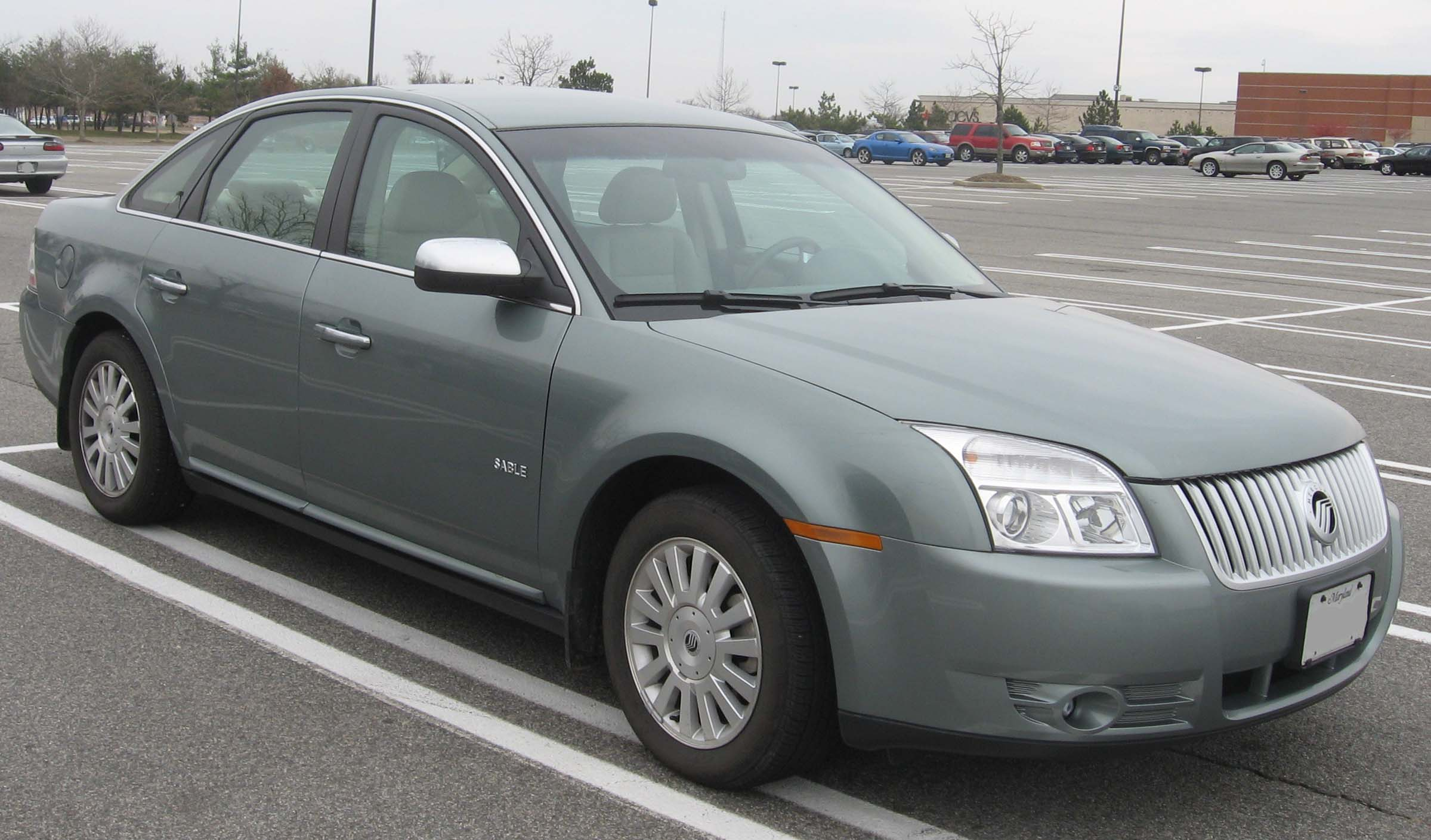
세이블
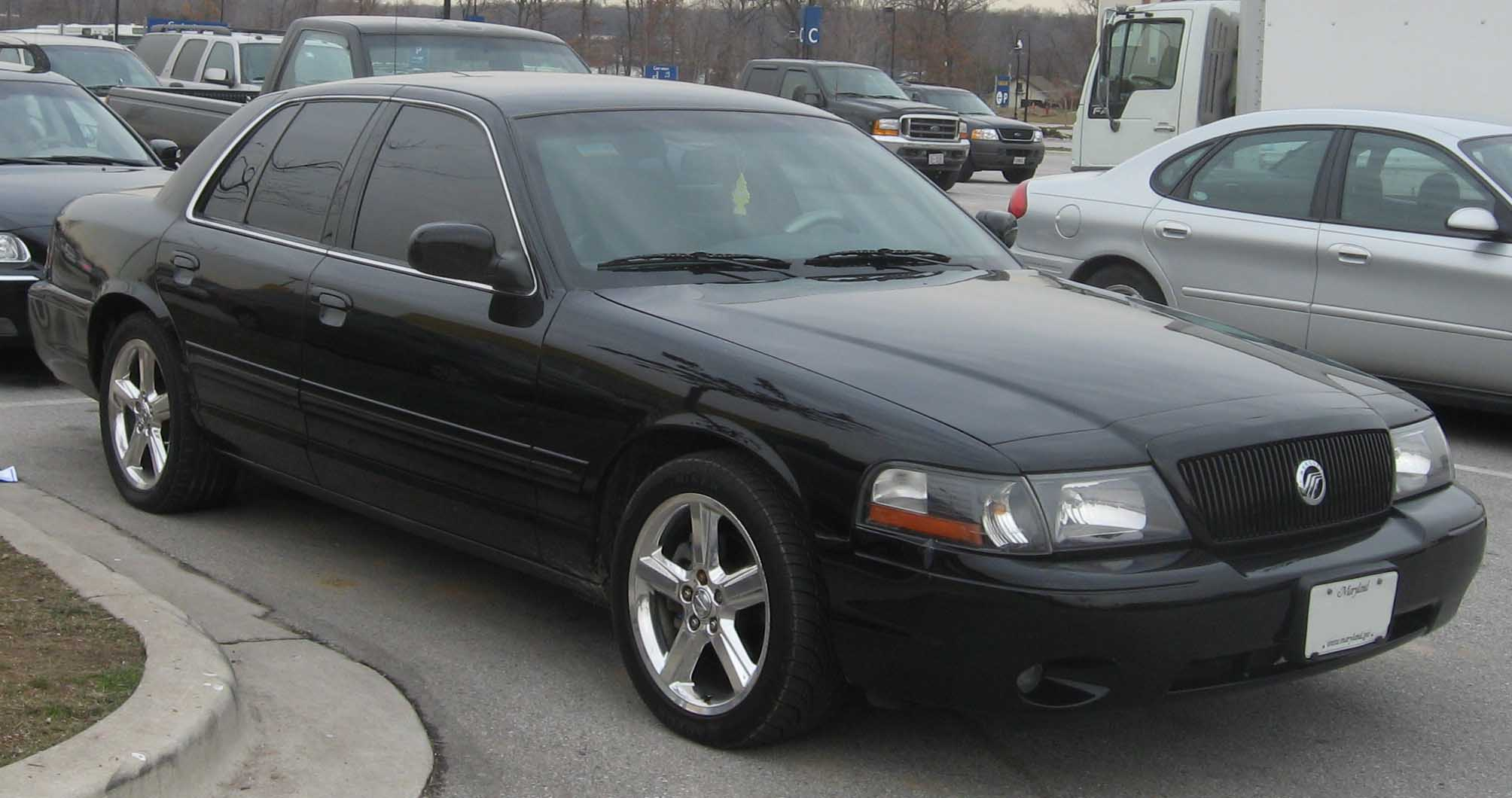
마라우더
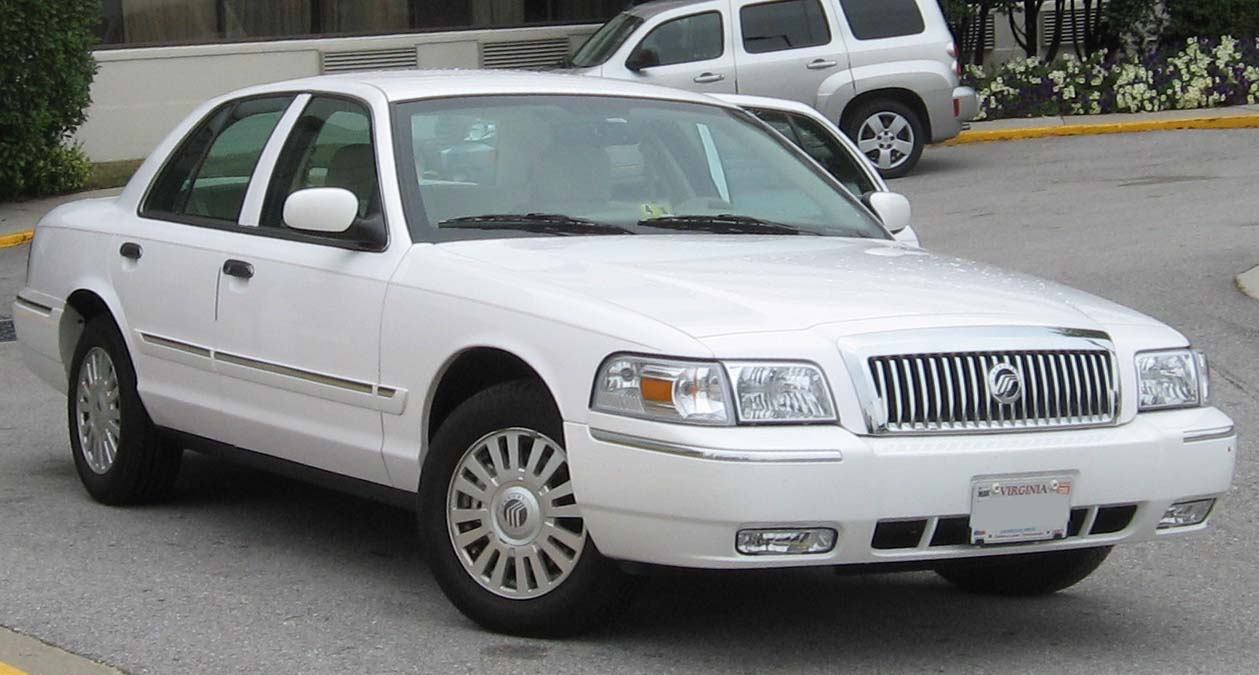
그랜드 마퀴스
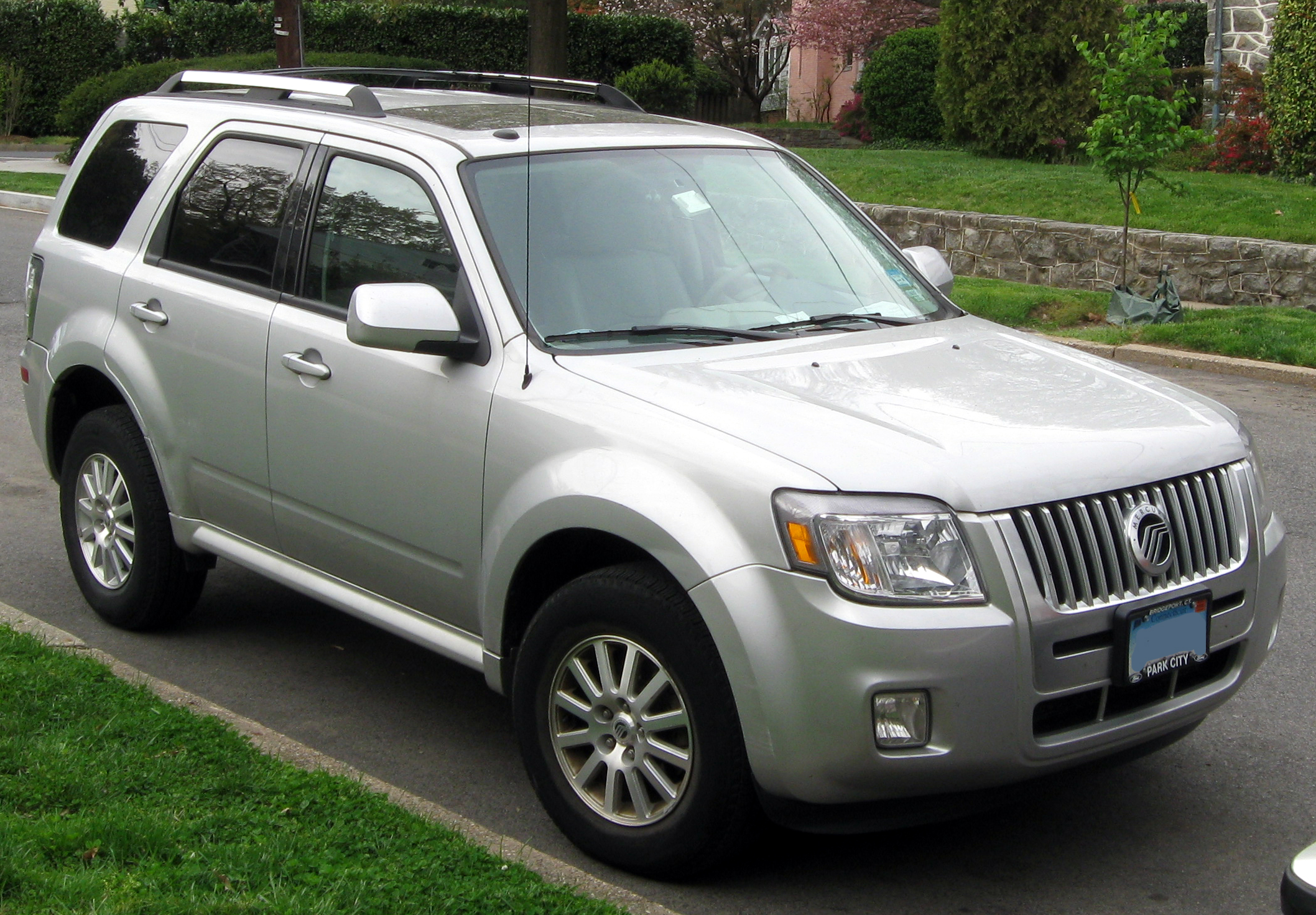
마리너
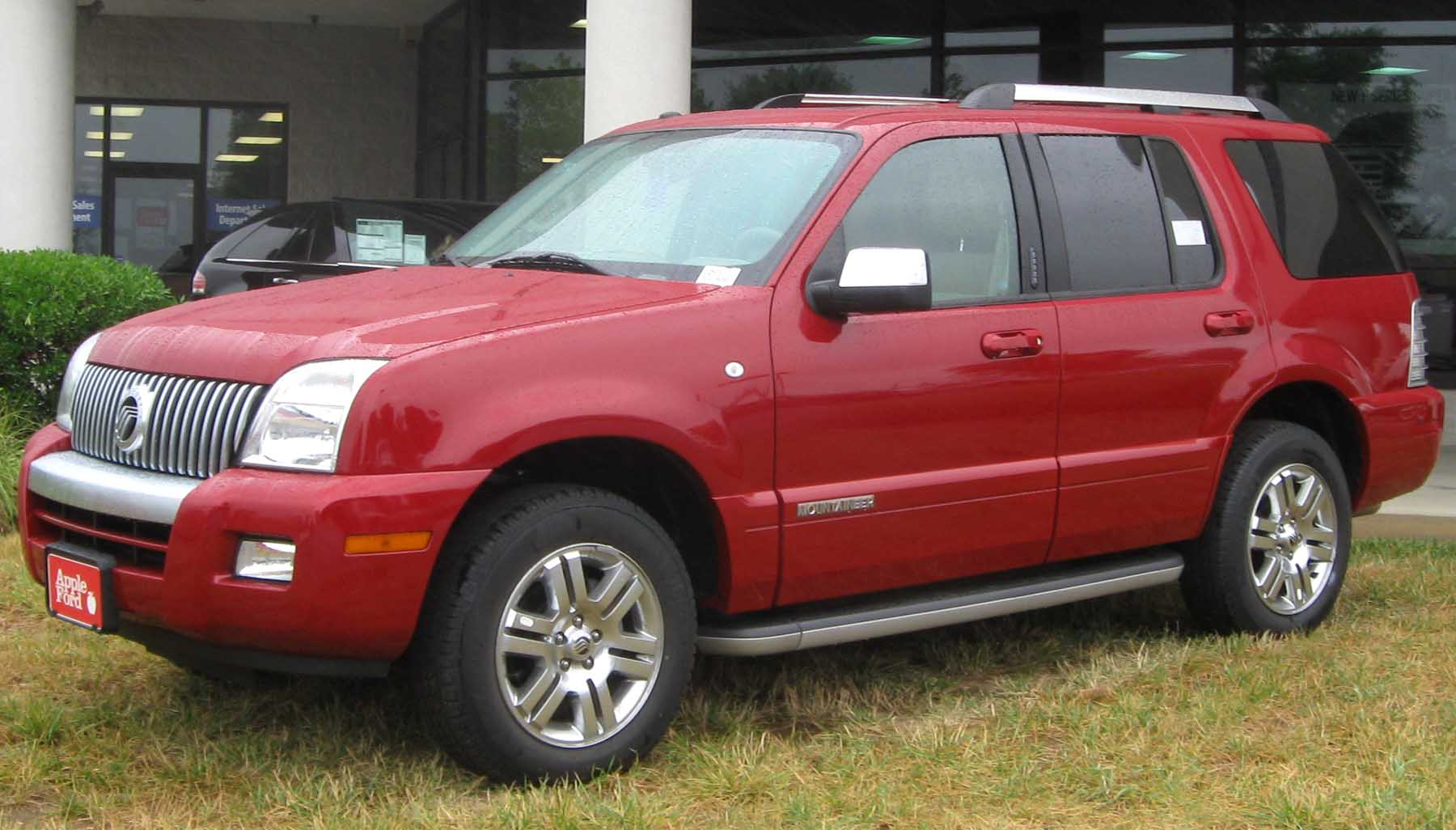
마운티너
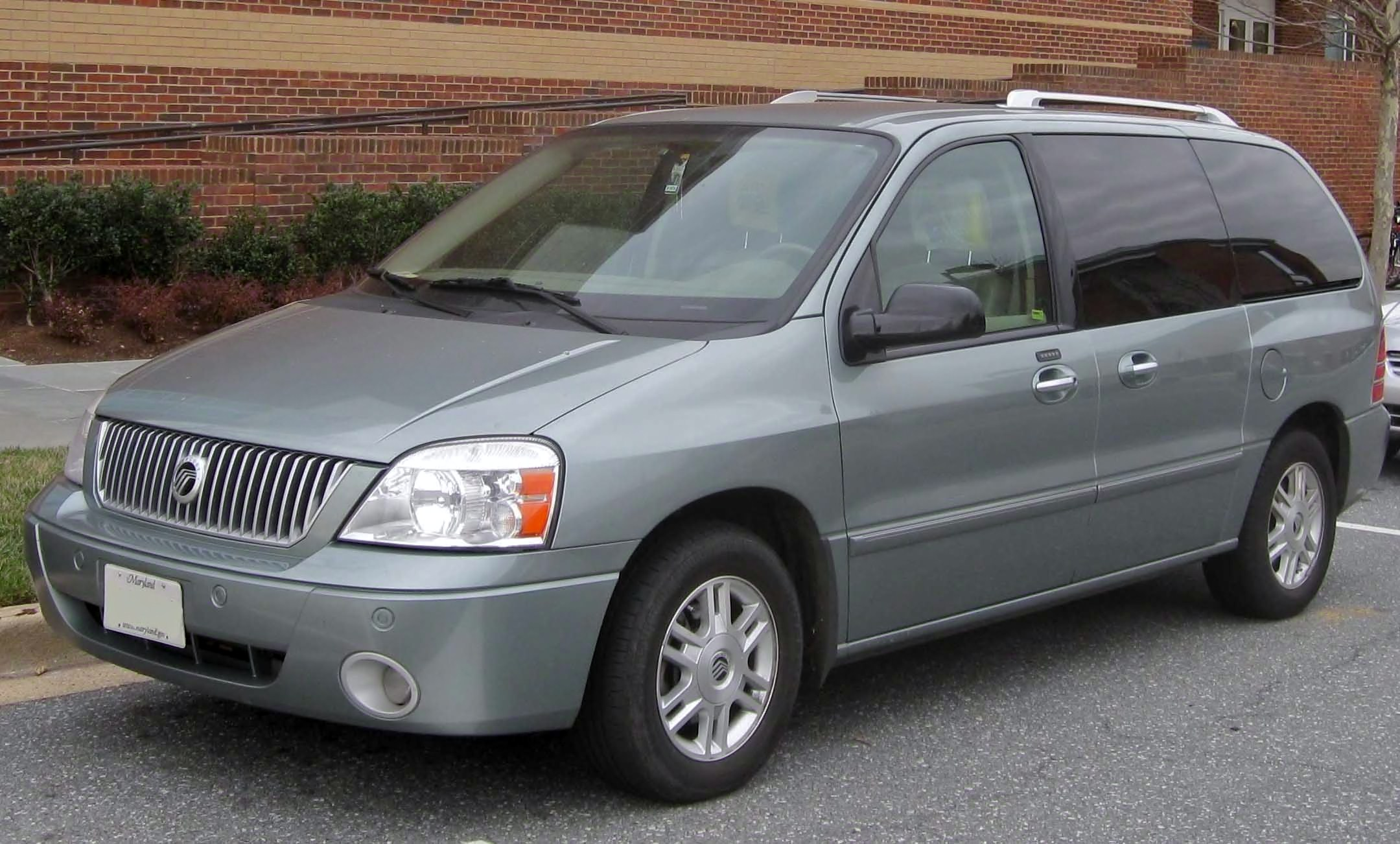
몬테레이
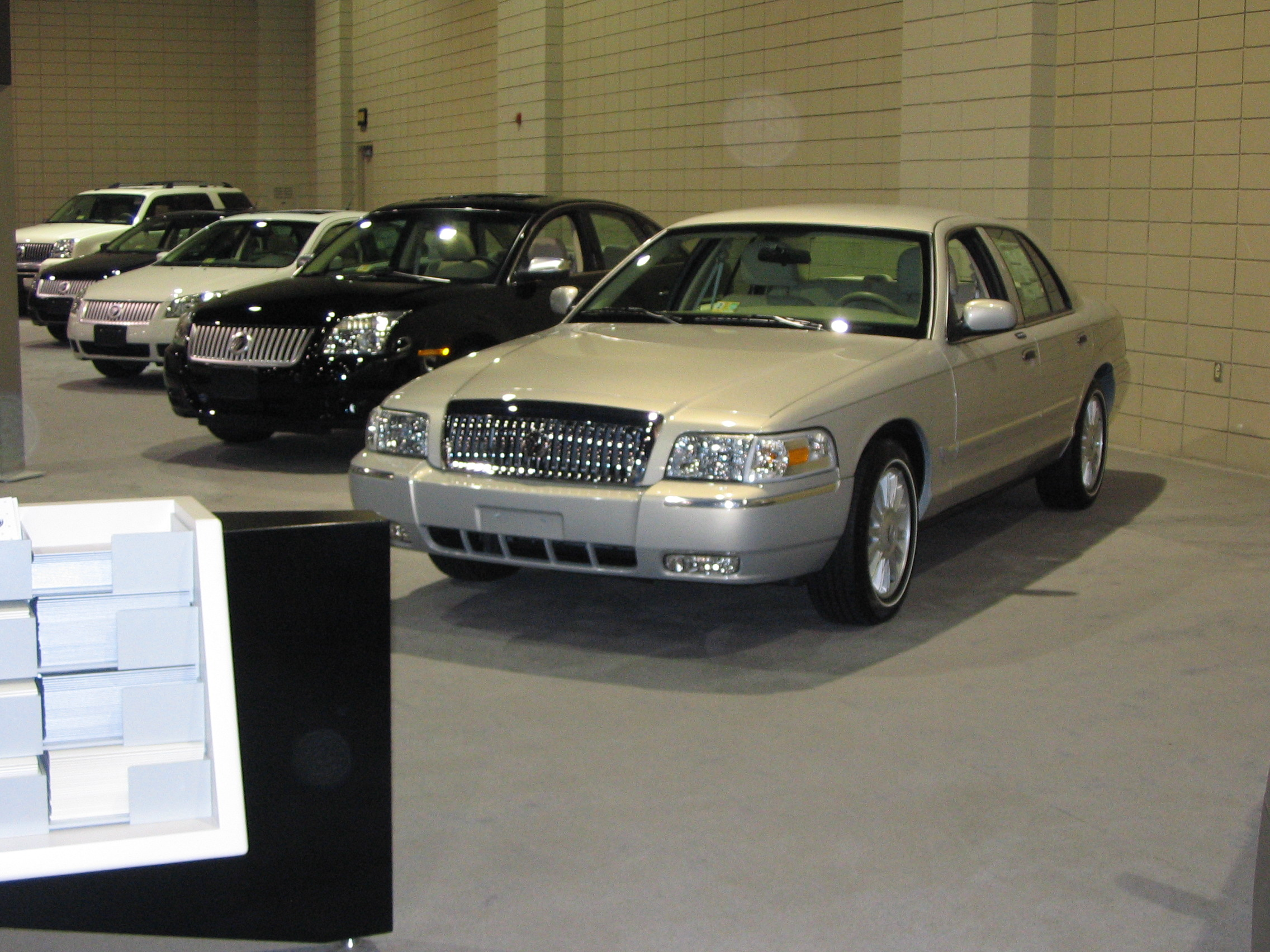
머큐리 모델 라인업

## 같이 보기
- 포드 모터 컴퍼니
- 링컨
- 재규어 자동차
- 기아자동차